# Agonocryptus gossypii
Agonocryptus gossypii là một loài tò vò trong họ Ichneumonidae.